# Varada Sethu
Varada Sethu (nascida Varada Sethumadhavan, Kerala, 12 de maio de 1992) é uma atriz britânica-indiana. Ela conhecida por interpretar DS Mishal Ali na série de televisão apocalíptica da BBC, Hard Sun, e também por seu papel como Belinda Chandra na série de ficção científica Doctor Who.

## Começo de vida
Varada Sethu e sua irmã gêmea, Abhaya, nasceram em Kerala, Índia, e são de ascendência malaiala. Seus pais são médicos. Tendo se mudado para o Nordeste da Inglaterra ainda jovem, ela cresceu em Benton, Tyne and Wear, perto de Newcastle upon Tyne. Sethu frequentou as Escolas Dame Allan e foi membro do National Youth Theatre. Durante seu último ano do sixth form, ela venceu a competição Miss Newcastle de 2010.
Ela passou a estudar medicina veterinária na Universidade de Bristol, mudando mais tarde para fisiologia. Sethu também faz apresentações de Bharatanatyam e Mohiniyattam desde muito jovem. Ela estudou atuação na Identity School of Acting em Londres.

## Carreira
Em 2010, Sethu fez sua estreia na tela no curta-metragem Impressions como Samena. Em 2011, ela conseguiu o papel de Kiran no longa-metragem Sket, depois como Meghana Scariah em  English: An Autumn in London em 2012. Em 2015, ela fez uma aparição como PC Kylie Green na série de TV Doctors.
Sua carreira continuou em 2016, aparecendo como Flor-de-ervilha em uma adaptação para a TV de A Midsummer Night's Dream. Também em 2016, atuou ao lado de Michael Caine e Daniel Radcliffe em Now You See Me 2 e como uma enfermeira indiana em New Blood.
Em 2017, Sethu apareceu como Aisha em dois episódios de Doctor Foster. No ano seguinte, estrelou como DS Mishal Ali por seis episódios na série de TV policial apocalíptica da BBC Hard Sun.
Em 2019, Sethu atuou na sétima temporada de Strike Back: Revolution como a cabo Manisha Chetri do Exército Britânico. Em 2022, ela interpretou a rebelde Cinta Kaz na primeira temporada de Andor.
Em 2025, Sethu interpretou a acompanhante Belinda Chandra em Doctor Who ao lado do Décimo quinto Doutor de Ncuti Gatwa na 15.ª temporada da série. Antes disso, ela interpretou Mundy Flynn no episódio  "Boom" na temporada anterior.

## Filmografia

### Filmes
| Ano  | Título                            | Papel                 |
| ---- | --------------------------------- | --------------------- |
| 2010 | Impressions (curta-metragem)      | Sameena               |
| 2011 | Sket                              | Kiran                 |
| 2012 | English: An Autumn in London      | Meghana Scariah       |
| 2016 | A Midsummer Night's Dream         | Flor-de-ervilha       |
| 2016 | Now You See Me 2                  | Assistente Tressler   |
| 2018 | Special Delivery (curta-metragem) | Parminder             |
| 2020 | Bad News (curta-metragem)         | Mindi                 |
| 2022 | Jurassic World Dominion           | Shira                 |
| 2022 | I Came By                         | Naserine 'Naz' Raheem |

### Televisão
| Ano           | Título                  | Papel                                   | Notas                                     |
| ------------- | ----------------------- | --------------------------------------- | ----------------------------------------- |
| 2015          | Doctors                 | PC Kylie Green                          | 1 episódio                                |
| 2016          | New Blood               | Indian Nurse                            | 3 episódios                               |
| 2017          | Doctor Foster           | Aisha                                   | 2 episódios                               |
| 2018          | Hard Sun                | DS Mishal Ali                           | 6 episódios                               |
| 2019          | Strike Back: Revolution | Cabo Manisha Chetri, Exército Britânico | 10 episódios                              |
| 2019          | Hanna                   | Analista da CIA McArthur                | 2 episódios                               |
| 2020          | Strike Back: Vendetta   | Cabo Manisha Chetri, Exército Britânico | 9 episódios                               |
| 2023–presente | Annika                  | DS Harper Weston                        | 4 episódios                               |
| 2022–presente | Andor                   | Cinta Kaz                               | 8 episódios; papel principal              |
| 2024          | Doctor Who              | Mundy Flynn                             | 14.ª temporada: "Boom" (elenco convidado) |
| 2025–presente | Doctor Who              | Belinda Chandra                         | 15.ª temporada (elenco principal)         |